# ムー伝奇ノベル大賞
ムー伝奇ノベル大賞（ムーでんきノベルたいしょう）は、学習研究社（現・学研ホールディングス）の雑誌『ムー』で募集されていた公募の新人文学賞。

## 選考委員
- 第1-4回 菊地秀行、皆川博子、夢枕獏
- 第5回 赤江瀑、皆川博子、夢枕獏

## 受賞作リスト
受賞作は学習研究社より四六判ハードカバー、またはウルフ・ノベルス、学研M文庫で刊行された。また、第1回の最優秀賞・優秀賞受賞作は学研の雑誌『伝奇M（モンストルム）』Vol.1（2001年7月）に一部先行掲載された。
第1回（2001年）
- 大賞なし
- 最優秀賞 久綱さざれ『ダブル』（2002年1月）
- 優秀賞 灰崎抗『想師 Explorer in the visionary world』（2002年1月）
- 佳作 南家礼子『センチメンタル・ゴースト・ペイン』（2002年2月）

第2回（2002年）
- 大賞なし
- 優秀賞 志木沢郁『信貴山妖変 嶋左近戦記』（2003年5月）
- 優秀賞 誉田哲也『ダークサイド・エンジェル紅鈴 妖の華（あやかしのはな）』（2003年1月、学研ウルフ・ノベルス）
- 優秀賞 沢田黒蔵『不問ノ速太、疾る 黄金寺院轟現』（2003年11月、学研M文庫）

第3回（2003年）
- 大賞なし
- 最優秀賞 葉越晶『逢魔の都市』（2003年12月）
- 優秀賞 浅永マキ『犬飼い』（2004年3月）
- 優秀賞 長島槇子『旅芝居怪談双六』（2004年3月）

第4回（2004年）
- 受賞作なし（2003年10月締切）

第5回（2005年）
- 受賞作なし（2004年10月締切、『ムー』2005年9月号に選評）

第5回をもって終了となった。